# Arpheuilles, Cher
Arpheuilles là một xã thuộc tỉnh Cher trong vùng Centre-Val de Loire miền trung Pháp.

## Dân số
| 1962                                | 1968 | 1975 | 1982 | 1990 | 1999 | 2006 |
| ----------------------------------- | ---- | ---- | ---- | ---- | ---- | ---- |
| 272                                 | 306  | 271  | 244  | 333  | 322  | 339  |
| Từ năm 1962 Dân số không tính trùng |      |      |      |      |      |      |